# Холл-Дэвис, Лиллиан
Лиллиан Холл-Дэвис (англ. Lillian Hall-Davis; 23 июня 1898, Майл-Энд, Лондон, Англия — 25 октября 1933, Лондон, Англия) — британская актриса немого кино.

## Биография
Лиллиан была дочерью таксиста. Её дебют в кино состоялся в 1917 году во французском фильме «Рене и Луи». Всего на её счету примерно 40 работ в кино.
На момент смерти была замужем за актёром Вальтером Пембертоном, в 1919 году у них родился сын.
Она не смогла работать в звуковом кино и страдала от тяжёлой депрессии. 25 октября 1933 года 35-летняя Лиллиан заперлась на кухне своего дома, включила газ, сунула голову в духовку и перерезала горло бритвой брата. Её 14-летний сын, придя из школы домой, нашёл её предсмертную записку.

## Избранная фильмография
| Год  |   | Русское название      | Оригинальное название    | Роль                    |
| ---- | - | --------------------- | ------------------------ | ----------------------- |
| 1925 | ф | Фермер из Техаса      | Der Farmer aus Texas     | Алиса                   |
| 1928 | ф | Жена фермера          | The Fermer’s wife        | Араминта Денч, экономка |
| 1927 | ф | Ринг                  | The Ring                 | девушка                 |
| 1924 | ф | Страстное приключение | The Passionate Adventure | Памела                  |